# 래리 랭포드
래리 폴 랭포드(Larry Paul Langford, 1948년 3월 17일 ~ 2019년 1월 8일)는 미국의 정치인이며, 2007년 11월 13일부터 2009년 10월 28일까지 버밍햄의 시장을 지냈다.
버밍햄에서 태어나 A. H. 파커 고등학교를 졸업하고, 공군에 입대하였다. 1972년 앨라배마 대학교에서 사회학과 행동과학 학사를 취득하여 졸업하였다. 정계 입문 전에는 텔레비전의 인격으로 잘 알려졌으며, 당시 지방 ABC(현재 WBRC-6) 방송국에서 아프리카계 미국인 최초의 뉴스 리포터로 활약하였다.
2002년 민주당원으로 제퍼슨 군의 군정 위원회에 뽑혀 그 위원장이 되었다. 앨라배마 애드벤처 공원의 후원을 위해 모금하여 공익을 발생시켰다. 공원은 제퍼슨 군 서부에서 지방자치제들의 연합체에 의하여 후원된 보증금 논쟁에 의하여 크게 지어졌다.
2007년 그는 증권거래위원회에 의하여 부정 혐의로 조사에 들어갔다. 2008년 그가 불법적으로 156,000 달러를 현금과 이익으로 받은 것에 대하여 소송을 일으켰다. 2008년 12월 1일에 음모, 사기, 뇌물, 돈세탁 혐의로 미국연방수사국에 의하여 구속되었다. 결국 2009년 10월 28일 그를 시장직에서 물러나게 하였다.
2010년 3월 5일 징역 15년을 선고받았다. 또한 119,000 달러 이상의 벌금에 처해지기도 하였다.

## 역대 선거 결과
| 선거명      | 직책명      | 대수 | 정당   | 득표율 | 득표수   | 결과 | 당락             |
| ----------- | ----------- | ---- | ------ | ------ | -------- | ---- | ---------------- |
| 2007년 선거 | 버밍햄 시장 | 30대 | 무소속 | 50.33% | 26,227표 | 1위  | 버밍햄 시장 당선 |